# Distrito de Huáñec

La Provincia de Yauyos en el Departamento de Lima, Perú.

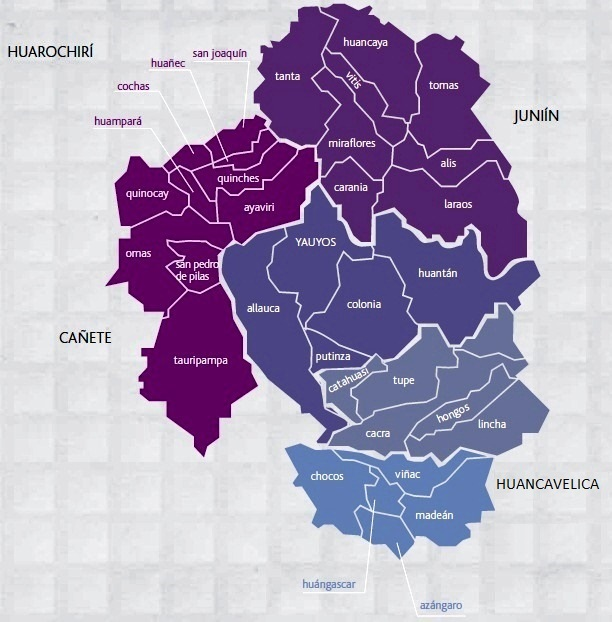
La provincia de Yauyos y sus 33 distritos.

El distrito de Huáñec es uno de los treinta y tres que conforman la provincia de Yauyos, ubicada en el departamento de Lima, en el Perú. Se halla en la circunscipción del Gobierno Regional de Lima. 
Desde el punto de vista jerárquico de la Iglesia católica, forma parte de la Prelatura de Yauyos.

## Historia
El distrito fue creado en el año 1825, durante la administración del Libertador Simón Bolívar.
Su capital es la ciudad de Huáñec, que fue elevada a esa categoría por ley No. 12082 de 5 de marzo de 1954, cuyo trámite se inició el 16 de enero de 1946.

## Geografía
Abarca una superficie de 37,54 km².

## Autoridades

### Municipales
- 2019 - 2022
  - Alcalde: Bruno Jesús Reyes Cayetano, Movimiento Fuerza Regional.
- 2015 - 2018[2]
  - Alcalde: Eugenio Orestes Jiménez Mendoza, Partido Perú Posible (PP).
  - Regidores: Justo Hermain Ysla Ysla (PP), Teódula Saturnina Chamilco Calderón (PP), Jorge Eduardo Peña Reyes (PP), Ana Inés Contreras Cayetano (PP), Emilio Peña Flores (Somos Perú).
- 2011 - 2014[3]
  - Alcalde: Eugenio Orestes Jiménez Mendoza, Partido Perú Posible (PP).
  - Regidores: Hilder Clemente Calderón Flores (PP), Leandra Vanesa Romero Isla (PP), Eustacia Quiroz de Reyes (PP), Juan Rómulo Chamilco Cosme (PP), Nilton Grimaldo Reyes Ramos (Partido Popular Cristiano).
- 2007 - 2010
  - Alcalde: Wiston Manolo Reyes Ramos, Partido Unión por el Perú.
- 2003 - 2006[4]
  - Alcalde: Aniceto Reyes Rivera, Partido Perú Posible.
- 1999 - 2002
  - Alcalde: Victoria Consuelo Espíritu Rivera, Movimiento independiente Vamos Vecino.
- 1996 - 1998
  - Alcalde: Victoria Consuelo Espíritu Rivera, Lista independiente N° 5 Yauyos 95.
- 1993 - 1995
  - Alcalde: Clemente Eleodoro Romero Carranza, Partido Acción Popular.
- 1990 - 1992
  - Alcalde: Pío Irene Jiménez Sanabria, Partido Aprista Peruano.
- 1987 - 1989
  - Alcalde: Pío Irene Jiménez sanabria, Partido Aprista Peruano .
- 1984 - 1986
  - Alcalde: Francisco Sanabria Suyo, Partido Popular Cristiano.
- 1982 - 1983
  - Alcalde: Justo Rufino Vivas Rivera,  Partido Acción Popular.

### Policiales
- Comisaría de Huañec
  - Comisario: Mayor PNP.[5]

### Religiosas
- Prelatura de Yauyos[6]
  - Obispo Prelado: Mons. Ricardo García García.[7]
- Parroquia Santiago Apóstol - Quinches[8]
  - Párroco: Pbro. Armando Caycho caycho

## Educación

### Instituciones educativas
- I.E.I 407 Huáñec - Yauyos
- I.E.P Antamaque N° 20707 Huáñec - Yauyos
- I.E.S Julio Jiménez Porras Huáñec - Yauyos

## Festividades
- 1 de enero: Año nuevo, concurso de Pastoras o Aylli

- 6 de enero: Bajada de Reyes y Baile de Pastoras
- 14 de febrero: Carnavales; marzo Semana Santa
- Abril: Bajada de Cruces; mayo Subida de Cruces
- Junio: festividades de La Santísima Trinidad, San Antonio y la festividad principal Corpus Christi y Baile del Rey Inca
- 25 de julio: fiesta del Patrón San Cristóbal de Huañec
- 6,7 y 8 de octubre: Festividad de la Virgen del Rosario, Baile del Rey Inca
- 1 de noviembre: Día de Todos los Santos
- 25 de diciembre: Navidad y Baile de Pastoras.

## Galería

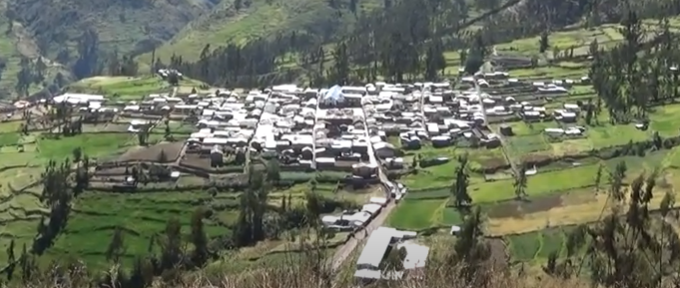
Vista panorámica de Huáñec, la capital distrital
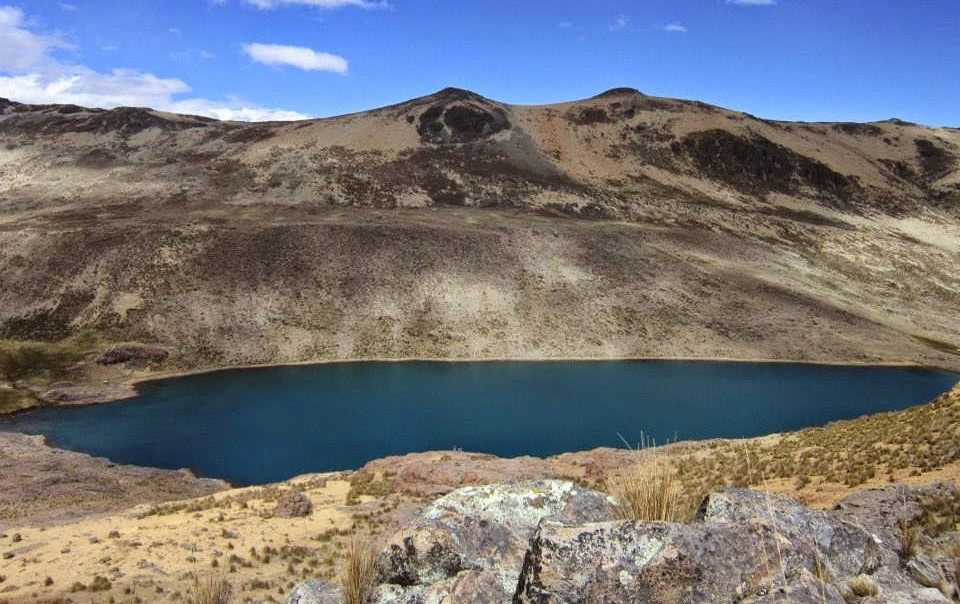
Laguna de Chamiraya